# 阎红志
阎红志（1950年—），河南辉县人，汉族，中华人民共和国政治人物、第十一届全国人民代表大会解放军代表。
毕业于中央党校经济管理专业，是中共党员。担任海军指挥学院政委。2008年起担任全国人大代表。